# Лимарі (провінція)
Провінція Лимарі (ісп. Provincia de Limarí) — провінція у Чилі у складі області Кокімбо. Адміністративний центр — Овальє.
Включає у себе 5 комун.
Територія — 13 553,2 км². Населення — 156 158 осіб. Щільність населення — 11,52 особи/км².

## Географія
Провінція розташована у центральній частині області Кокімбо.
Провінція межує:
- На півночі — провінція Ельке
- На сході — Сан-Хуан (Аргентина)
- На півдні — провінція Чоапа
- На заході — Тихий океан

## Адміністративний поділ
Провінція включає в себе 5 комун:
- Овальє. Адміністративний центр — Овальє.
- Ріо-Уртадо. Адміністративний центр — Ріо-Уртадо.
- Монте-Патрія. Адміністративний центр — Монте-Патрія.
- Комбарбала. Адміністративний центр — Комбарбала.
- Пунітакі. Адміністративний центр — Пунітакі.

## Демографія
Згідно з відомостями, зібраними у ході перепису 2002 року Національним інститутом статистики (INE), населення провінції становить:
| Все населення | 156 158 осіб | 100 % |
| ------------- | ------------ | ----- |
| Міське        | 96 239       | 61,63 |
| Сільське      | 59 919       | 38,37 |
| Чоловіки      | 77 087       | 49,36 |
| Жінки         | 79 071       | 50,64 |

Щільність населення — 11,52 осіб/км². Населення провінції становить 25,89% від населення області і 1,03% від населення країни.

## Найбільші населені пункти
| №  | Населений пункт     | Категорія | Населення осіб (2002) | Чоловіче населення осіб | Жіноче населення осіб | Територія км² |
| -- | ------------------- | --------- | --------------------- | ----------------------- | --------------------- | ------------- |
| 1  | Овальє              | місто     | 66405                 | 31396                   | 35009                 | 11,46         |
| 2  | Комбарбала          | місто     | 5494                  | 2664                    | 2830                  | 2,2           |
| 3  | Ель-Палькі          | місто     | 5266                  | 2621                    | 2645                  | 1,36          |
| 4  | Монте-Патрія        | місто     | 5219                  | 2565                    | 2654                  | 2,35          |
| 5  | Пунітакі            | селище    | 3615                  | 1726                    | 1889                  | 3,79          |
| 6  | Сотакі              | селище    | 3320                  | 1667                    | 1653                  | 1,89          |
| 7  | Ла-Чимба            | селище    | 2949                  | 1443                    | 1506                  | 4,33          |
| 8  | Чаньяраль-Альто     | селище    | 2855                  | 1429                    | 1426                  | 1,54          |
| 9  | Серрільйос-де-Тамая | село      | 1349                  | 696                     | 653                   |               |
| 10 | Гуамалата           | селище    | 1116                  | 546                     | 570                   | 0,5           |
| 11 | Лимаріі             | село      | 1090                  | 559                     | 531                   |               |
| 12 | Гуатуламе           | село      | 944                   | 452                     | 492                   |               |
| 13 | Тулауен             | село      | 733                   | 348                     | 385                   |               |
| 14 | Лагунільяс          | село      | 655                   | 310                     | 345                   |               |
| 15 | Ель-Томе-Альто      | село      | 655                   | 342                     | 313                   |               |
| 16 | Лас-Рамадас         | село      | 654                   | 332                     | 322                   |               |
| 17 | Рапель              | село      | 631                   | 337                     | 294                   |               |
| 18 | Гуана               | село      | 582                   | 286                     | 296                   |               |
| 19 | Карен               | село      | 574                   | 287                     | 287                   |               |
| 20 | Ла-Торре            | село      | 559                   | 287                     | 272                   |               |

## Економіка
Одним з найрозвиненіших секторів економіки Лимарі є сільське господарство і, зокрема, виноробство.
За відомостями чилійських виноробів, лоза у цій місцині з'явилася у середині 16 століття (1549 рік), але особливого поширення не отримала. Регіон залишався впродовж століть виробником міцного дистиляту з мускатних сортів — піско. З впровадженням на виноградниках сучасних систем крапельного поливу Лимарі, зі своїми білими сортами і Шираз, стала впевнено повертатися у список перспективних для «високого» виноробства.